# Teresa de Rito
María Teresa de Rito (Punta Alta, 1946 o 1947), conocida como Teresa de Rito, es una dirigente sindical y militante LGBT, feminista y peronista argentina. Reorganizó UPCN luego de la dictadura, y desempeñó un papel en el sindicalismo argentino y en el movimiento lésbico en la Argentina. Ha sido considerada como una de las tres mujeres reconocidas como pioneras del movimiento lésbico en Argentina, en la década de 1980. Normalizadora del sindicato de empleados estatales Unión del Personal Civil de la Nación entre 1982 y 1984, y cofundadora de la Comunidad Homosexual Argentina.

## Biografía
Nació y creció en Punta Alta en 1946 o 1947. A los 15 años salió del clóset como lesbiana y lo habló con sus padres sin que se generara ningún conflicto familiar. Curso los estudios secundarios en el Colegio Nacional de Punta Alta y realizó estudios universitarios en la Universidad Nacional del Sur. Trasladada al AMBA, se radicó en Lanús.
En 1977 comenzó a trabajar para la Secretaría de Industria y Comercio de la Nación. Comenzó a militar sindicalmente de manera clandestina -debido a la dictadura en el poder- en 1980. Después de la Guerra de Malvinas activó para que la dictadura se viera obligada a convocar a elecciones libres y se designara una comisión normalizadora en su sindicato, la Unión del Personal Civil de la Nación, con el fin de evitar que el sindicato fuera controlado por quienes colaboraron con la dictadura. Resulta designada para integrar la Comisión Normalizadora de sindicato que había sido desmembrado por la intervención militar, entre 1982 y 1984, siendo espiada en ese período por los servicios de inteligencia.
En 1986 comenzó a militar, como lesbiana, en la Comunidad Homosexual Argentina (CHA), fundada en 1984. Desde la CHA buscó profundizar las relaciones con las organizaciones de derechos humanos. En 1986 salió en los medios de comunicación con nombre y apellido, exponiendo su imagen, convirtiéndose en la primera mujer homosexual argentina en hacerlo. En 1987 fue elegida vicepresidenta de la CHA.
Normalizado el sindicato fue elegida delegada por el personal de la Secretaría de Industria y Comercio, unos tres mil empleados, pasando a integrar la comisión interna de la repartición, sin ser objeto de discriminación por su orientación sexual como lesbiana, pero encontrando una fuerte discriminación por ser mujer, por parte de los dirigentes sindicales hombres, que dirigían mayoritariamente el sindicato.
Impulsó desde el sindicato, políticas de apoyo activas al movimiento LGBT, especialmente apoyando económicamente a las mujeres lesbianas para que pudieran viajar a los Encuentros Nacionales de Mujeres -principal ámbito feminista en Argentina-, realizados anualmente desde 1986, ante la falta de apoyo que esas mismas mujeres recibían en la CHA. Impulsó también que las obras sociales sindicales (seguro de salud) cubrieran la medicación y el tratamiento de las personas con HIV/SIDA.
En diciembre de 1986 adhirió en nombre de la CHA a la Marcha Contra la Ley de Punto Final, que el gobierno alfonsinista sancionó con el fin de lograr la impunidad contra crímenes de lesa humanidad para gran cantidad de responsables.
Formó la asociación Asociación Homosexuales de la República Argentina (Ahora), con el fin de abordar la problemática laboral de las personas LGTTB. Con la misma vocación creó en 2003 el Observatorio Sindical, integrado por profesionales y militantes sindicales LGTTB, con tres objetivos: 1) realizar investigación sobre la discriminación laboral de personas LGTTB; 2) recibir denuncias; 3) organizar actividades de sensibilización e información.
En 2005 influyó para que se incluyera en el Convenio Colectivo de UPCN con el PAMI un capítulo sobre erradicación de la violencia laboral (Capítulo IV), incluyendo el «acoso sexual, sexista u homofóbico».